# Juliet Berto
Juliet Berto (16 de enero de 1947-10 de enero de 1990) fue una actriz y directora cinematográfica de nacionalidad francesa.

## Biografía
Nacida en Grenoble, Francia, su verdadero nombre era Annie Lucienne Marie Louise Jamet. Hizo su primera actuación en 1967, en el de Jean-Luc Godard, Dos o tres cosas que yo sé de ella. Después participó en varias películas más del director suizo, La Chinoise, Week-end, Le Gai Savoir, y Vladimir et Rosa.
Así mismo, fue musa del director de la Nouvelle vague Jacques Rivette, actuando en sus películas Out 1 : Noli me tangere, Céline et Julie vont en bateau (en la que fue coguionista) y Duelle.
En 1977 trabajó en la pieza teatral La Vie singulière d'Albert Nobbs, adaptación de un texto de George Moore, y llevada a escena por Simone Benmussa.
En los años 1980 ella también se dedicó a la redacción de guiones y a la dirección. Su film Neige obtuvo el Premio de joven cine en el Festival de Cannes de 1981. 
Gérard Courant la filmó en 1984 para su antología cinematográfica Cinématon, en el número 441 de la colección.
Juliet Berto falleció en 1990 en Breux-Jouy, Francia, a causa de un cáncer de mama. Tenía 42 años de edad. Había estado casada con el escenógrafo y actor Michel Berto, antes de vivir con Jean-Henri Roger, con el cual ella realizó sus dos primeros largometrajes.

## Teatro
- 1969 : Off limits, de Arthur Adamov, escenografía de Gabriel Garran, Théâtre de la Commune
- 1969 : La tempestad, de William Shakespeare, escenografía de Michel Berto, Festival de Aviñón
- 1977 : La Vie singulière d'Albert Nobbs, a partir de George Moore, escenografía de Simone Benmussa, Théâtre du Rond-Point
- 1985 : Les Nuits et les Jours, de Pierre Laville, escenografía de Catherine Dasté y Daniel Berlioux, Théâtre 14 Jean-Marie Serreau

## Filmografía

### Actriz

#### Cine

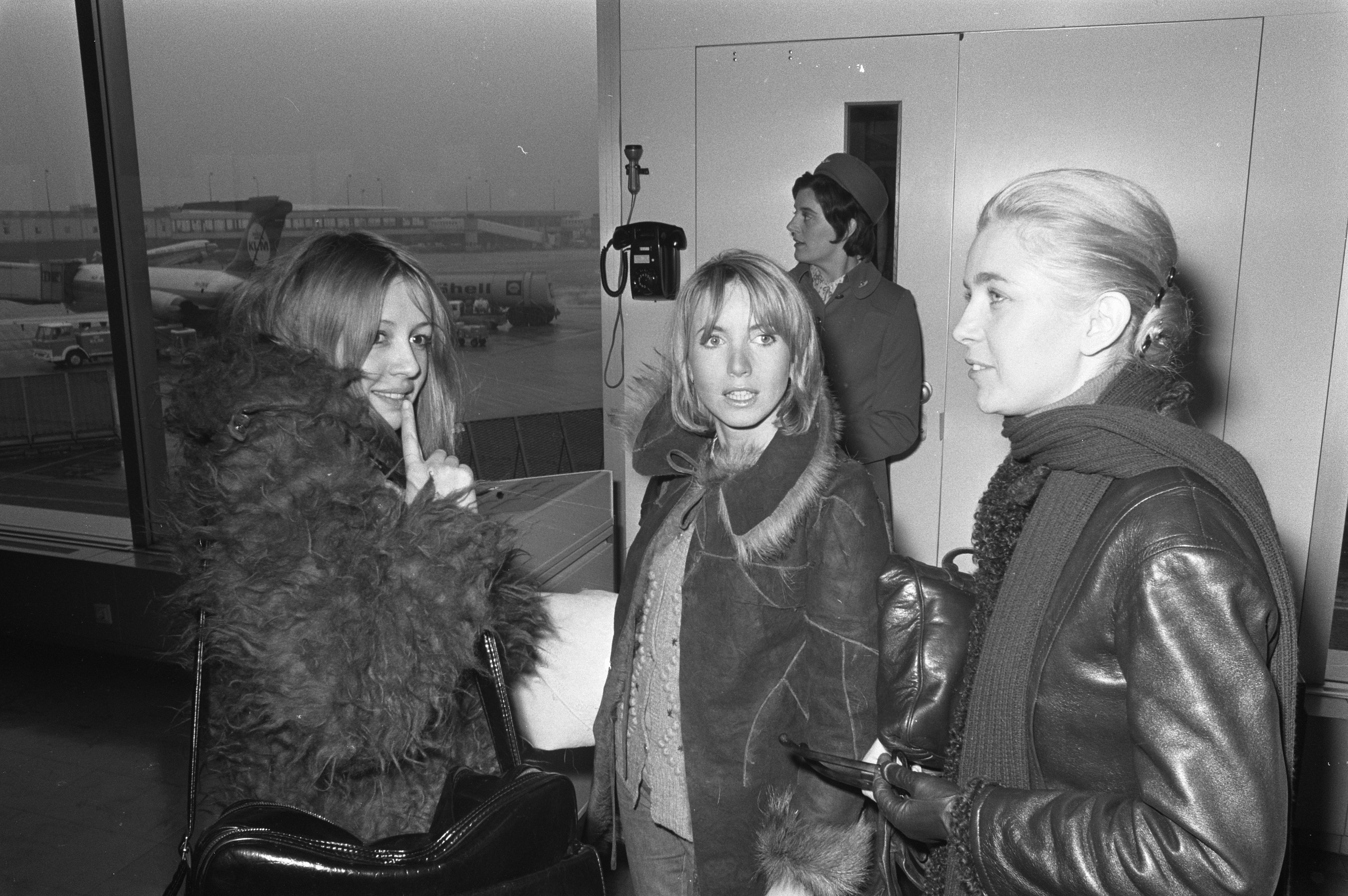
Juliet Berto, Bulle Ogier y Marie Dubois el 2 de febrero de 1972 en el aeropuerto de Ámsterdam-Schiphol

- 1966 : Dos o tres cosas que yo sé de ella, de Jean-Luc Godard
- 1967 : La Chinoise, de Jean-Luc Godard
- 1967 : Week-end, de Jean-Luc Godard
- 1968 : Le Gai Savoir, de Jean-Luc Godard
- 1968 : Wheels of Ashes, de Peter-Emmanuel Goldman
- 1968 : Ciné-Girl, de Francis Leroi
- 1968 : Fragments, de Jean-Daniel Verhaeghe
- 1968 : Slogan, de Pierre Grimblat
- 1969 : Vladimir et Rosa, de Jean-Luc Godard
- 1969 : Juliet dans Paris, de Claude Miller
- 1969 : Je, tu, elles, de Peter Foldes
- 1969 : Camarades, de Marin Karmitz
- 1969 : Un été sauvage, de Marcel Camus
- 1969 : Détruisez-vous (le fusil silencieux),[2] de Serge Bard
- 1970 : Une si simple histoire, de Abdellatif Ben Ammar
- 1970 : Out 1 : Noli me tangere, de Jacques Rivette
- 1970 : L'Escadron Volapük, de René Gilson
- 1970 : La Question ordinaire, de Claude Miller
- 1971 : La Cavale, de Michel Mitrani
- 1971 : L'Araignée d'eau, de Jean-Daniel Verhaeghe
- 1971 : Camille ou la comédie catastrophique, de Claude Miller
- 1972 : Les Petits Enfants d'Attila, de Jean-Pierre Bastid
- 1972 : Sex-shop, de Claude Berri
- 1972 : Les Caïds, de Robert Enrico
- 1973 : Erica Minor, de Bertrand Van Effenterre
- 1973 : Céline et Julie vont en bateau, de Jacques Rivette - también guionista
- 1973 : Défense de savoir, de Nadine Trintignant
- 1973 : Le Retour d'Afrique, de Alain Tanner
- 1973 : La Chute d'un corps, de Michel Polac
- 1974 : Babar Basses'mother, de Juliet Berto
- 1974 : Summer run, de Leoniday Capitano
- 1974 : La Faim, de Peter Foldes
- 1974 : Le Mâle du siècle, de Claude Berri
- 1974 : Le Milieu du monde, de Alain Tanner
- 1974 : Le Protecteur, de Roger Hanin
- 1975 : Claro, de Glauber Rocha - también coproductora
- 1975 : Duelle, de Jacques Rivette
- 1976 : Monsieur Klein, de Joseph Losey
- 1977 : Roberte, de Pierre Zucca
- 1977 : El cine soy yo, de Luis Armando Roche
- 1978 : Bastien, Bastienne, de Michel Andrieux
- 1978 : L'Argent des autres, de Christian de Chalonge
- 1979 : Destins parallèles, de Jean-Yves Carrée
- 1980 : Guns, de Robert Kramer
- 1980 : Murs, murs, de Agnès Varda
- 1981 : Neige  - también dirección y guion
- 1981 : L'Étouffe grand-mère, de Jean-Pierre Bastid
- 1981 : Sois belle et tais-toi, de Delphine Seyrig
- 1981 : Conversa acabada, de  João Botelho
- 1982 : Cap Canaille - también dirección y guion
- 1982 : Le Cimetière des voitures, de Fernando Arrabal
- 1984 : La Vie de famille, de Jacques Doillon
- 1984 : Cinématon, de Gérard Courant
- 1984 : Gazl el banat,  de Jocelyne Saab
- 1985 : Hôtel du paradis, de Jana Bokova
- 1986 : Havre  - también dirección y guion
- 1986 : Un amour à Paris, de Merzak Allouache
- 1987 : Couple, de Gérard Courant[3]
- 1987 : Les Ministères de l'art, de Philippe Garrel
- 1987 : Papillon du vertige, de Jean-Yves Carrée Le Besque

#### Televisión
- 1971 : Prière pour Éléna, de Abder Isker
- 1988 : Haute Sécurité, de Jean-Pierre Bastid

### Directora
- 1974 : Babar Basses'mother
- 1981 : Neige, codirigida con Jean-Henri Roger
- 1982 : Cap Canaille, codirigida con Jean-Henri Roger
- 1986 : Havre